# Марьевка (Инжавинский район)
Ма́рьевка — деревня в Инжавинском районе Тамбовской области. Входит в состав сельского поселения Марьевский сельсовет.

## География
Стоит на реке Балыклей, возле урочища Мясоедовка и села Кулевча.

## История
Основана не позднее 1862 года.
Административно входило в состав Инжавинской волости Кирсановского уезда.

## Население
| 2010 |
| ---- |
| 13   |

## Инфраструктура
Личное подсобное хозяйство.

## Транспорт
Просёлочные дороги.